# Sehni se pro kámen
Sehni se pro kámen (1988) je dobrodružný historický román pro mládež z husitské doby od českého spisovatele Zdeňka Mareše. Román zachycuje zrod, zrání a první větší bitvu husitských válek, bitvu u Sudoměře, která předznamenala další směr vývoje husitského vojenství.

## Obsah románu
Příběh románu vypráví setník husitských vojsk Prokopa Holého Štěpán Roubík jako své vzpomínky na dobu, kdy byl ještě chlapcem. Je nalezencem, kterého matka pohodila u kostelních vrat. Z počátku má štěstí, ujme se ho manželka bohatého měšťana Roubíka Kateřina, po kterém je Štěpán pojmenován. Po pěti letech však Kateřina zemře, Roubík se znovu ožení a chlapce se zbaví. Štěpán nejprve prožívá bídu a ústrky, ale pak najde nový domov u kameníka Želízka, s jehož synem Odolenem se spřátelí. Roku 1412 však Želízko zahyne při neštěstí na stavbě a brzy na to zemře i Odolenova matka. Nakonec chlapci přijdou i o střechu nad hlavou, když půdu pod jejich chatrčí koupí nějaký bohatý Němec.
Oba chlapci naleznou útočiště v kostele Panny Marie Sněžné. Ujmou se opuštěně dívky Ludmily a setkají se s Janem Želivským, který Štěpána pověří nelehkým a nebezpečným úkolem udržovat spojení s Janem Žižkou. Přitom se Štěpán snaží proniknut do podstaty Husova učení.
Štěpán s Odolenem se brzy dostanou do víru dramatických událostí. Prožívají všeobecné pobouření nad upálením Mistra Jana Husa a vzrůstající odpor proti katolické církvi, zúčastní se defenestrace novoměstských konšelů roku 1419 a po smrti krále Václava IV. také útoků na kostely, ve kterých nepodávají podobojí. Roku 1420 se s Janem Žižkou a jeho věrnými vydávají jako práčata do Plzně a pak na Tábor. U Sudoměře je napadne početnější a lépe vyzbrojené vojsko strakonických johanitů a katolických šlechticů. Za cenu velkých ztrát a díky Žižkově strategii husitské vojsko zvítězí. Štěpán však radost z vítězství nemá, protože v bitvě padl jak Odolen, tak i Ludmila.